# مدرسة إدجباستون الثانوية
مدرسة إدجباستون الثانوية (بالإنجليزية: Edgbaston High School)‏ هي مدرسة نهارية خاصة للفتيات الذين تتراوح أعمارهم بين 21⁄2 إلى 18 عامًا في منطقة إدغباستون في برمنغهام، إنجلترا.